# ブライアン・ライター
ブライアン・ライター (Brian Leiter, 1963年 - ) は、アメリカ合衆国の哲学者・法学者。シカゴ大学ロースクール教授。分析哲学的ニーチェ解釈の主要人物。インターネット上での言論活動でも知られる。

## 経歴
1963年マンハッタンのユダヤ人家庭に生まれる。1984年プリンストン大学で哲学B.A.取得。1987年ミシガン大学アナーバー校ロースクールでJ.D.（法務博士号）取得。ニューヨークの法律事務所に勤めた後、1995年同ミシガン大学で哲学Ph.D.取得。博士論文のテーマは「ニーチェと道徳批判」。
以後、サンディエゴ大学ロースクール、テキサス大学オースティン校ロースクールで教えた後、2008年シカゴ大学ロースクール教授に就任、法理学カール・N・ルウェリン冠教授、法学・哲学・人間的価値研究所 (Center for Law, Philosophy & Human Values) 所長を務める。
その他、イェール大学ロースクール、パリ第10大学、フランス国立社会科学高等研究院、ユニヴァーシティ・カレッジ・ロンドン、オックスフォード大学などの客員教授や、複数の法学・哲学系学術雑誌の編集委員も務める。

## 学問
1990年代から始めたニーチェ研究において、英語圏のみならず全世界で影響力をもつ学者と評される。解釈の方法論として、歴史的文脈を考慮しつつ、アーサー・ダントーやバーナード・レジンスターと同様の分析哲学的手法をとっている。これにより、ニーチェが様々な意味において「自然主義者」であるというコンセンサスを確立させた。2015年には、国際ニーチェ研究学会（The International Society for Nietzsche Studies）の創設に携わった。
法律学・法哲学においては、リアリズム法学の再解釈や、「自然化された法律学」(naturalized jurisprudence) を扱っている。
その他、宗教的寛容や道徳心理学、マルクスらニーチェ以外の大陸哲学など、様々なトピックを扱っている。
スタンフォード哲学百科事典 (SEP) の項目 "Naturalism in Legal Philosophy" や "Nietzsche's Moral and Political Philosophy" の執筆者でもある。

## インターネット上での活動
英語圏の大学院の哲学科格付けサイト Philosophical Gourmet Report (PGR) の創設者として知られる。また、哲学や政治にまつわるニュースとそれに対する持論をブログやTwitterで精力的に発信しており、その内容には論争的なものもある。
PGRは "Leiter Report" とも呼ばれ、1989年、当時大学院生だったライターが作った紙のリストに由来する。このリストは口コミで広まり、1996年にインターネット上に公開された。2002年、PGRが有害かつ恣意的だとして閉鎖を求めるオープンレターに、約300人の学者が署名した。2014年には、ライターから攻撃的なEメールを送られたとするキャリー・イチカワ・ジェンキンスの同僚を中心に、600人以上の学者がPGRの閉鎖を求める嘆願に署名した。この嘆願を受け、PGRの諮問委員54人中30人がライターを辞任させるべきとした。最終的に、Berit Brogaard を後任とする形で、ライターはPGRの運営から辞任させられた。ライター自身は嘆願を不服としており、格付けで所属先が低評価されたことへの報復か、もしくはライターがセクハラ容疑者を擁護したことに怒るフェミニストによる不当な嘆願だとして、嘆願の中心人物を名誉毀損で訴訟も辞さないとした。 
ブログは、1.哲学（および政治）関係、2.法学関係、3.ニーチェ関係、以上3つのブログを運営している。とくに1つ目において、2003年のイラク戦争やID説への批判など、論争的な投稿をしている。また、トマス・ネーゲルなどへの個人批判も度々している。また、批判を集めている学者の擁護も度々しており、例えば Steven Salaita (Steven Salaita hiring controversy)、Rebecca Tuvel (Hypatia transracialism controversy)、ジョン・ヨー、キャスリーン・ストック、J・マーク・ラムザイヤーらを擁護している。
ブログでは「哲学者が好きな哲学者」ランキングの投票なども開催している。

## 著書
多くの著書がある。

### 日本語訳
- Nietzsche on Morality (Routledge, 2002; 2nd edition, 2015)
  - ブライアン・ライター著、大戸雄真訳『ニーチェの道徳哲学と自然主義 『道徳の系譜学』を読み解く』春秋社、2022年。ISBN 9784393323908。（原著2版の訳）